# Kattholzeiche

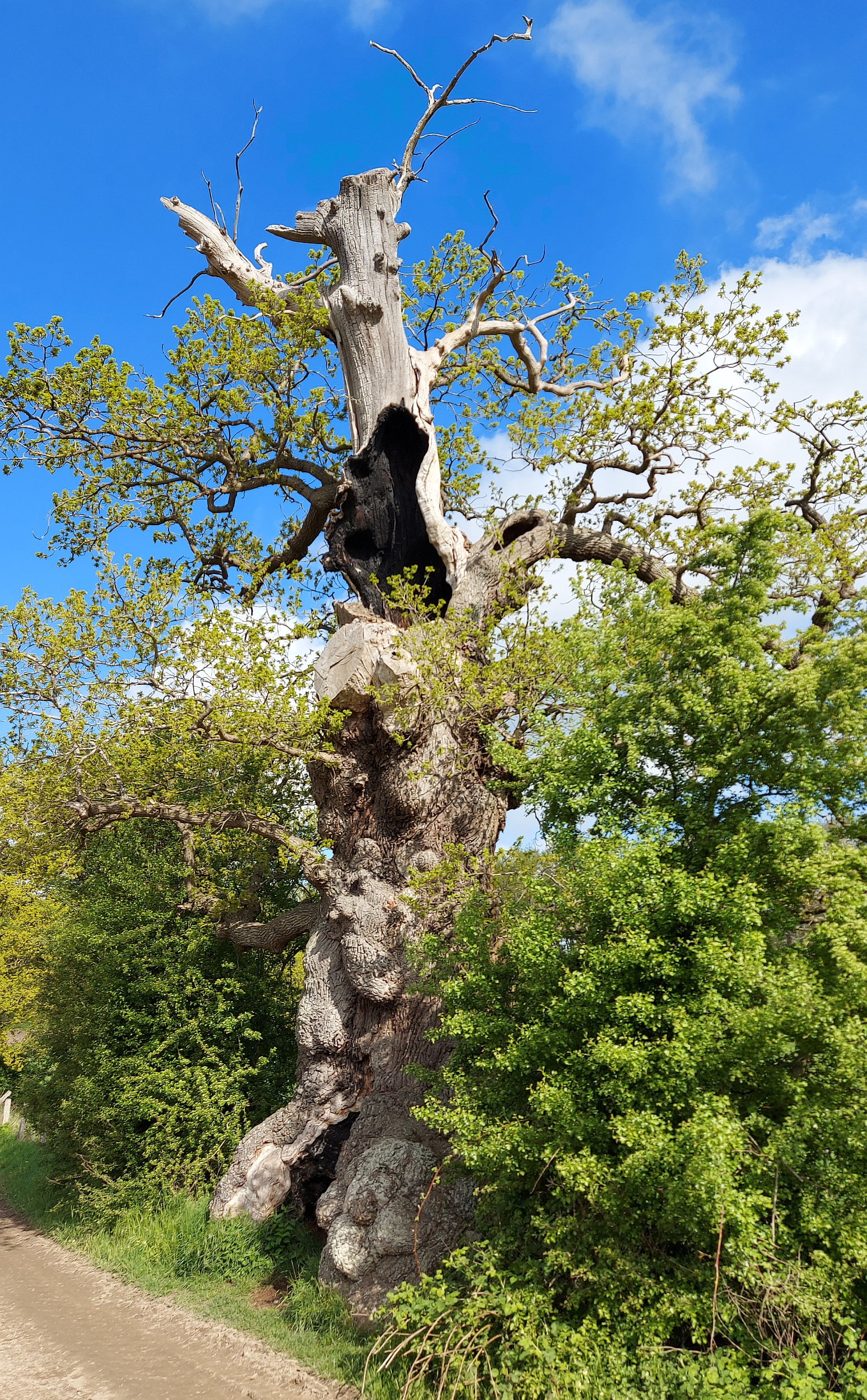
Die Kattholzeiche bei Belau im Mai 2021

Die Kattholzeiche ist ein Solitär und Naturdenkmal im Kreis Plön in Schleswig-Holstein. Die Stieleiche (Quercus pedunculata) befindet sich in der Gemeinde Belau auf dem Gut Perdöl östlich von Wankendorf.

## Name
Die Bezeichnung Kattholzeiche verweist auf die ehemalige Siedlung Kattholz, die sich in der Nähe des Baumes befand. Wilhelm Heering verzeichnete den Baum in seinem 1906 erschienenen Werk Bäume und Wälder Schleswig-Holsteins als „Eiche bei Kattholz, Gut Perdöl (Kreis Plön)“. In statistischen Erhebungen des 19. Jahrhunderts wurden für die Siedlung 13 Wohnhäuser mit insgesamt 117 Einwohnern verzeichnet. Kattholz wurde bis in die 1950er Jahre als zum Gut Perdöl gehörige Häusergruppe im Wohnplatzverzeichnis Schleswig-Holstein geführt, danach verschwand der Name aus den offiziellen Verzeichnissen.

## Beschreibung
Der Baum findet bereits Erwähnung im Forstbotanischen Merkbuch von 1906, in welchem er auch abgebildet ist. Die Eiche bildete einen Sockel durch große Stammauswüchse. Über diesen Auswüchsen hatte sie zu diesem Zeitpunkt einen Umfang von 5,80 Metern in einer Höhe von 1,45 Metern und 8,70 Meter in einer Höhe von einem Meter. Der Stamm war damals bis zum ersten größeren Ast 6 Meter hoch; die Gipfelhöhe betrug rund 12 Meter bei zum Teil dürren Ästen und einer kleinen Krone.
Das Alter der Stieleiche wird auf 400 bis 450 Jahre geschätzt, andere Quellen gehen auch von einem deutlich höheren Alter aus. Die Höhe sowie der Kronendurchmesser des Baumes werden mit jeweils etwa 13 Metern beziffert (Messung 2017). Der Stammumfang in einem Meter Höhe beträgt 13,16 Meter (Messung im Jahr 2020), damit gehört die Kattholzeiche zu den dicksten Eichen in Deutschland, verschiedene Auflistungen führen sie als die dickste Eiche Deutschlands.

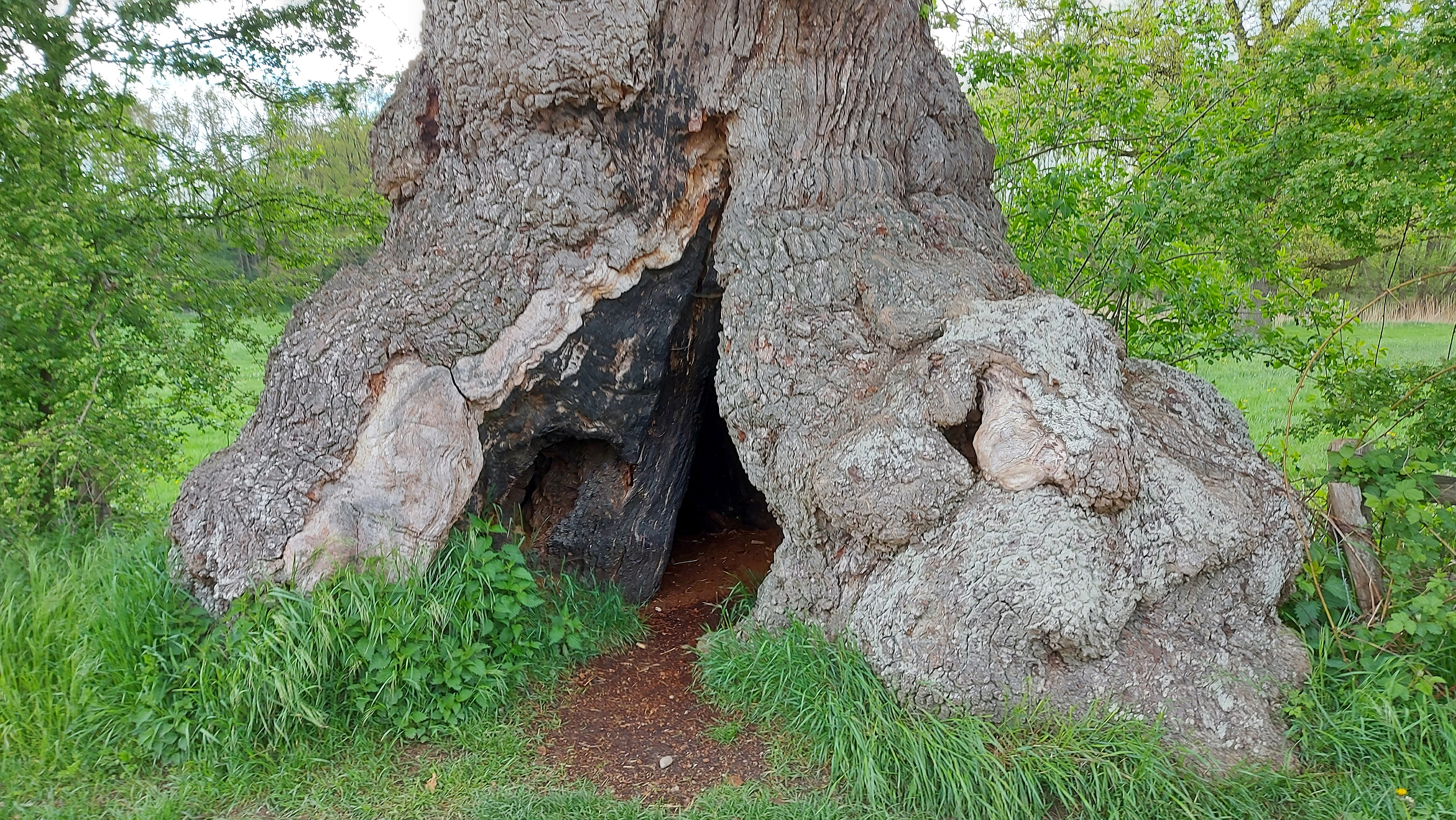
Stammbasis mit Überwallungen und Brandspuren

Die auffälligen Auswüchse und Verdickungen, die vor allem an der Basis des Stammes auftreten, deuten auf einen starken Verbiss junger Triebe durch Weidetiere während der früheren Wachstumsphasen des Baumes hin. Die Eiche reagierte auf diesen Verbiss mit einer verstärkten Ausbildung von Reisern und massiven Überwallungen.
In den 1970er Jahren wurde die Kattholzeiche Ziel von Vandalismus, als mutmaßlich von Jugendlichen ein Feuer im bereits hohlen Stamm gelegt wurde. Der Baum überlebte den Brand, dessen Spuren im Inneren des Stammes bis in die Gegenwart deutlich sichtbar geblieben sind. Im Jahr 2010 wurde ein markanter morscher Ast, der in etwa 8 Metern Höhe über den am Baum vorbeiführenden Feldweg ragte, aus Gründen der Verkehrssicherung entfernt.